# Inhambuguaçu

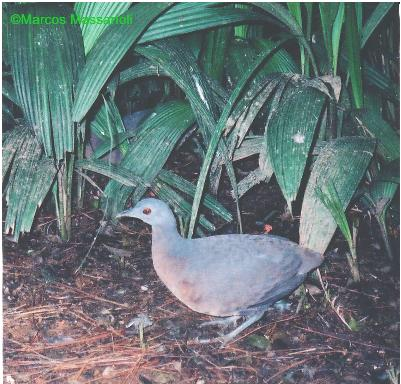
Inhambuguaçu

O inhambuguaçu (nome científico: Crypturellus obsoletus) é uma espécie de ave da família dos tinamídeos. Habita a Mata Atlântica no Brasil em praticamente todos os níveis de altitude, sendo sua presença mais marcante acima dos 400 metros. Na América do Sul ocorrem algumas subespécies. Mede entre 28 e 32 cm. Alimenta-se de sementes, pequenos frutos, insetos e vermes. Ocorre nos estados brasileiros da Bahia (extremo sul) ao Rio Grande do Sul.
O nome inhambuguaçu é o selecionado como nome vernáculo técnico para a espécie Crypturellus obsoletus pelo Comitê Brasileiro de Registros Ornitológicos (CBRO).

## Habitat
É encontrado na mata primária, nos trechos de vegetação densa e sub-bosque, e em matas secundárias. Possui vocalização em escala ascendente fortíssima, sendo a vocalização da fêmea mais longa que a do macho. É uma ave cinegética.

## Biologia
Acasala de setembro a dezembro. Seu ninho no solo é muito pouco elaborado, constituído de algumas folhas secas, sob alguma folhagem ou ao lado de algum tronco; e sua postura consiste em 2 a 3 ovos de coloração rosa-púrpura, incubados num período médio de 19 dias pelo macho.
Apresenta camuflagem eficiente, em tons de marrom-acinzentado, com desenho críptico nas penas traseiras (rectrizes). A coloração da fêmea tende a uma tonalidade mais avermelhada. Possui rápido voo de fuga.
A raça geográfica Crypturellus obsoletus griseiventris, também chamada de inhambu-poca-taquara (foto superior à direita), ocorre no Brasil na região Amazônica; apresentando poucas diferenças quanto ao colorido geral; notadamente o ventre e cabeça  mais acinzentados e bico pouco mais longo. Mas de vocalização bem diferenciada, lembrando vagamente a da espécie C. obsoletus obsoletus, do Sudeste e Sul do Brasil.
Nessas duas regiões do Brasil, dada a grande redução das áreas da Mata Atlântica primária, substituída por florestas secundárias e plantações de Pinus e Eucalyptus (contendo sub-bosques da mata nativa), o inhambuguaçu apresentou um grande crescimento populacional, dada a maior oferta de habitat favorável, em detrimento, por sua vez, de outro tinamídeo como o macuco (Tinamus solitarius), o qual ocorre exclusivamente na Mata Atlântica primária.
É também chamado de inhambu-açu e perdiz (litoral sul do estado de São Paulo/BR). [carece de fontes?]

## Subespécies
Possui 8 subespécies:
- Crypturellus obsoletus ochraceiventris - no Peru central subtropical (Huánuco a Cuzco);
- Crypturellus obsoletus traylori - no sudeste do Peru subtropical (vale Marcapata de Cuzco);
- Crypturellus obsoletus punensis - no extremo sudeste do Peru e yungas no norte da Bolívia);
- Crypturellus obsoletus cerviniventris - no norte da Venezuela;
- Crypturellus obsoletus knoxi - no noroeste subtropical da Venezuela;
- Crypturellus obsoletus griseiventris - no centro-norte do Brasil (região de Santarém ao longo do rio Tapajós); também chamado de inhambu-poca-taquara, apresenta algumas diferenças quanto à coloração geral da plumagem, notadamente o ventre e cabeça mais acinzentados e bico um pouco mais longo. Possui vocalização diferenciada e mais curta, lembrando vagamente a da subespécie C. obsoletus obsoletus.
- Crypturellus obsoletus hypochraceus - no sudoeste do Brasil (alto rio Madeira em Rondônia);
- Crypturellus obsoletus obsoletus - do leste do Paraguai ao sudeste do Brasil e nordeste da Argentina (Misiones).